# Denisovamens
De denisovamens of denisoviër (Homo denisova) is een uitgestorven mensachtige uit het genus Homo waarvan overblijfselen zijn gevonden in Siberië. H. denisova als soortbeschrijving wordt weinig gebruikt, omdat de mate van verwantschap met de moderne mens nog onduidelijk is. Onderzoek van de Harbinschedel bracht aan het licht dat de Homo longi overeenstemt met de denisovamens, die zo voor het eerst een gezicht kreeg.
De Denisovagrot was al eerder bekend door vondsten van Moustérien- en Levallois-artefacten. Werktuigen en andere artefacten tonen aan dat de grot in dezelfde periode door neanderthalers is gebruikt, en later ook door de moderne mens.

## Omwenteling in denken over de menselijke evolutie tijdens het Pleistoceen
In het begin van de eenentwintigste eeuw was in de paleoanthropologie het Out of Africa-II-model dominant geworden. Dat model ging ervan uit dat rond de honderdduizend jaar geleden Europa en Voor-Azië bewoond werd door neanderthalers en het oosten van Azië door Homo erectus. Een plotse migratiegolf uit Afrika van de moderne mens, Homo sapiens, rond zeventigduizend jaar geleden, zou deze eerdere groepen in enkele tienduizenden jaren zo volledig hebben verdrongen dat er geen enkele nakomeling nog van leeft.
In 2008 bleek dit model aanzienlijk te moeten worden aangepast toen ontdekt werd dat resten uit de Denisovagrot DNA bevatten dat wees op het bestaan van een geheel onvermoede afstammingslijn. Een verdere fundamentele verschuiving in het denken werd in 2010 nodig toen onderzoek uitwees dat aan de ene kant moderne mensen in Europa nog wat neanderthaler-DNA bezitten en aan de andere kant in moderne Oost-Aziatische populaties vrij veel Denisova-DNA aantoonbaar is. Dat impliceert dat de neanderthalers noch de denisovamensen geheel zijn uitgestorven. 
Terwijl deze situatie al ingewikkeld was, zouden verdere vondsten de zaak nog veel complexer maken. De "Denisovamensen" bleken in belangrijke mate met neanderthalers vermengd te zijn geweest. Het mislukte ook eenduidig te bepalen of de Denisovans zich voor of na de splitsing tussen de neanderthalers en de moderne mens hebben afgetakt. Er zijn aanwijzingen dat zij zich met de Aziatische Homo erectus hebben vermengd. Er is echter ook de mogelijkheid dat zijzelf 
de oudste invasie van Homo erectus vertegenwoordigen en/of misschien identiek zijn aan Homo georgicus.
De term "Denisovamens" kan aanleiding geven tot allerlei misverstanden. Soms wordt de indruk gewekt dat de botten met het "Denisova-DNA" van een eenduidig mensentype afkomstig zijn. Waarschijnlijker is het echter dat ze een hybride, gemengde, populatie vertegenwoordigen. Het kan zelfs zo zijn dat er helemaal geen aparte mensensoort bestaan heeft en dat er alleen een speciale combinatie of een morfotype bestond dat in grotere of kleinere frequentie in populaties van neanderthalers of Homo erectus aanwezig was. Ook als er een duidelijk te onderscheiden mensensoort was, hoeft die niet geleefd te hebben op de locatie van de vondsten.

## Vondsten en onderzoek

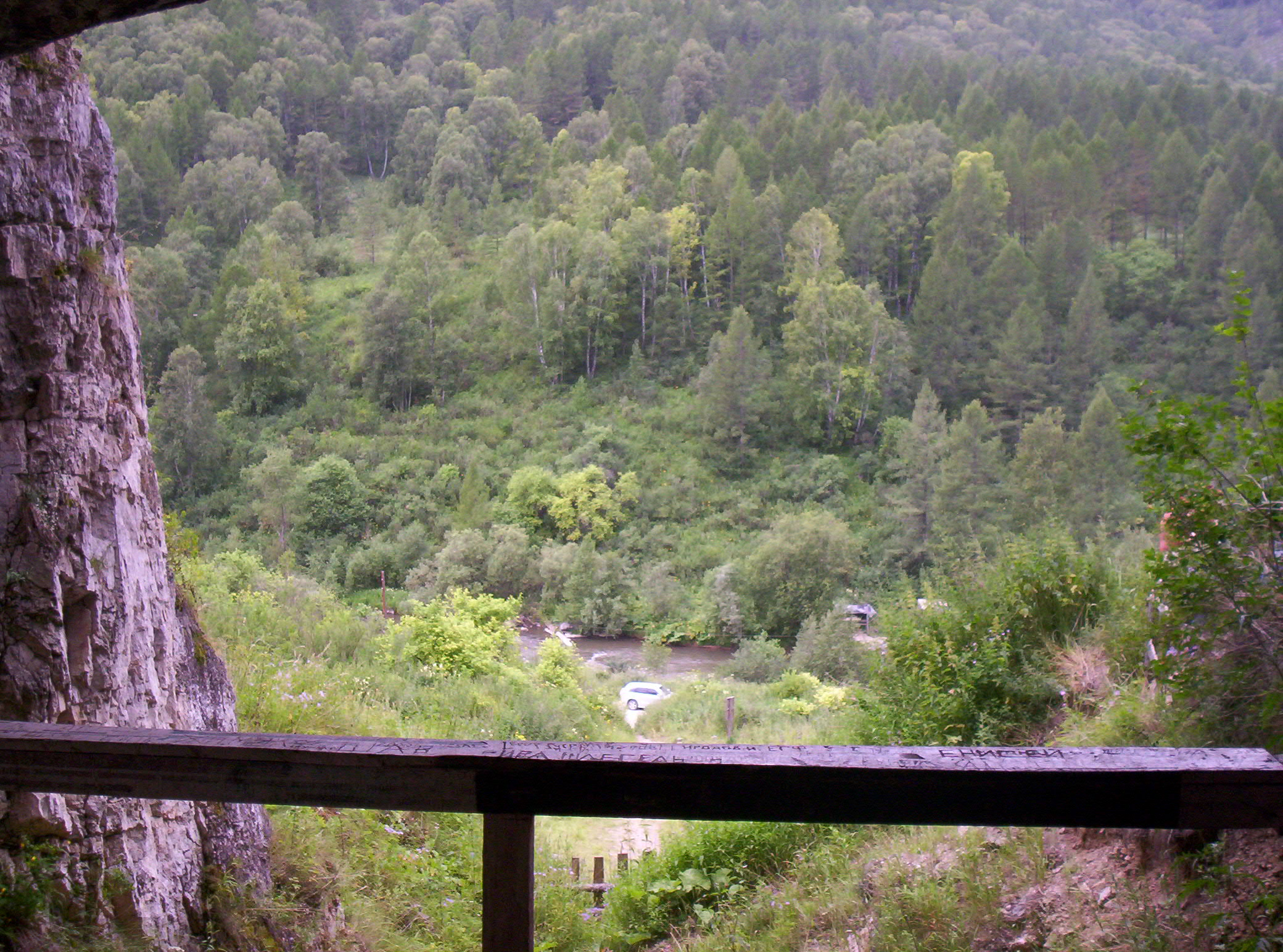
Een opname van de Denisovagrot aan de rivier Anoej, rayon Solonesjnoje, kraj Altaj

### Eerste onderzoek in de Denisovagrot
Nabij de grens met het oosten van Kazachstan ligt een grot die vernoemd werd naar een heremiet die er ooit zijn intrek nam, Denis: de Денисова пещера. In de jaren zeventig van de twintigste eeuw werd de grot al voor een groot deel uitgegraven toen er stenen werktuigen waren gevonden, toegeschreven aan neanderthalers. Daarbij kon men een stratigrafie vaststellen. Eind jaren negentig werd het onderzoek voortgezet door de archeologen Michail Sjoenkow en Anatoli Derewjanko van het natuurhistorisch museum van Nowosibirsk. Daarbij werden voor de eerste keer fossiele menselijke resten aangetroffen.

### Morfologie van een kies
In 2000 is in laag 11.1 van de zuidelijke galerij van de grot een bijna volledig bewaard gebleven kies van een jongvolwassen man ontdekt. Het betreft waarschijnlijk een molaar M3 (de derde kies ofwel verstandskies) of mogelijkerwijs een M2 (achterste grote kies, de tweede in de rij) in de linkerbovenkaak.

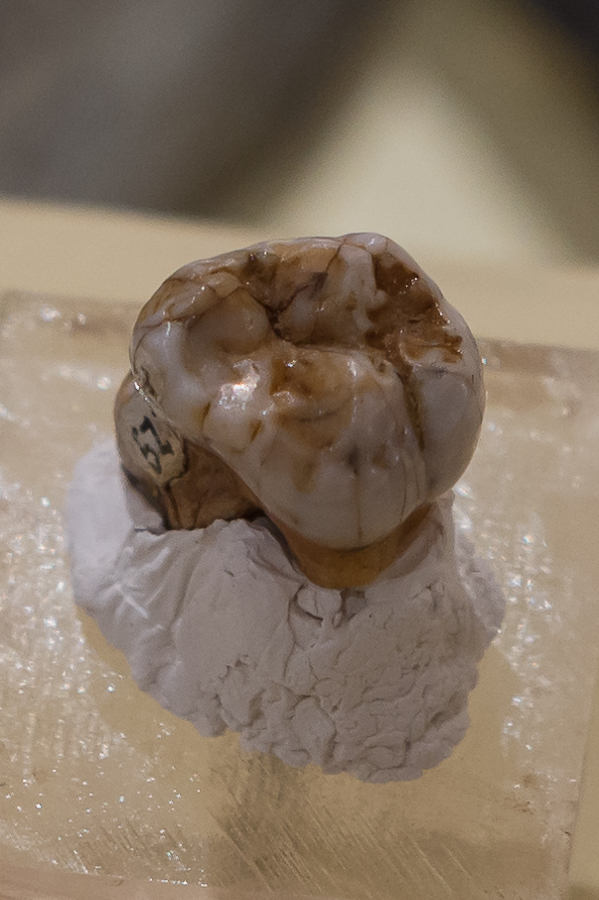
Origineel Denisova 4

De gevonden kies heeft een trapeziumvormig profiel, distaal taps toelopend. De buitenwand en binnenwand bollen, de tand een gezwollen uiterlijk gevend. De wortels zijn kort maar robuust en staan sterk uit elkaar. Hij is in vergelijking met de kiezen van de neanderthaler en de moderne mens abnormaal groot: mesiodistaal (voor-achterwaarts, in de richting van de tandrij gemeten) 13,1 mm en 14,7 mm buccolinguaal (overdwars, transversaal, 'tussen wang en tong'). Indien het een M3 is, dan zou hij buiten de variatiebreedte vallen van alle fossiele leden van het geslacht Homo met uitzondering van oude soorten als Homo habilis of Homo rudolfensis en vergelijkbaar zijn met de M3-kiezen van australopitheken. Is het een M2 dan is hij groter dan de tweede kiezen van de moderne mens of de neanderthalers en zou hetzelfde formaat hebben als een van Homo erectus of Homo habilis. De tanden van mensachtigen uit China uit het Midden Pleistoceen dan wel Midden-paleolithicum, en zelfs de 350 000 – 600 000 jaar oude tanden van Sima de los Huesos in Spanje tonen "modernere" kenmerken.

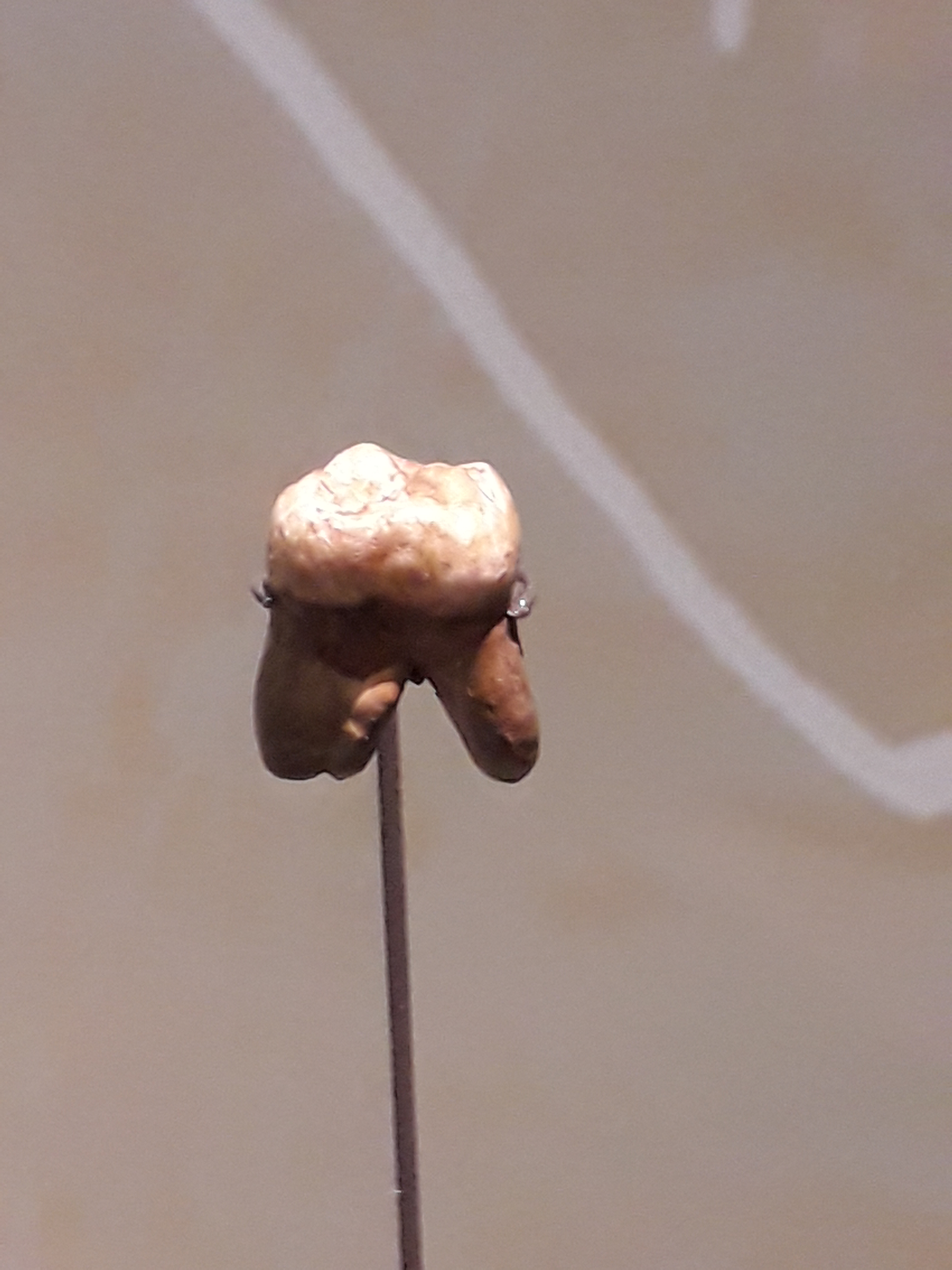
De wortels staan wijd uiteen

Er kunnen enkele kenmerken aangewezen worden die speciaal van de neanderthalers verschillen. Anders dan bij M3s van die groep is de hypocoon, de knobbel aan de achterste binnenzijde, niet gereduceerd. Hij wijkt af van M3s en M2s door een groot taloonbekken en het sterke verbreden van de kroon. Daarbij ontbreekt het tongwaarts uitsteken van de hypocoon dat alle eerste kiezen en vele tweede kiezen van de neanderthalers tonen en daarbij staan de wortels veel verder uit elkaar dan de nauw opeenstaande en vaak versmolten wortels bij neanderthalers.
In 2000 bestond het concept "Denisovamens" nog niet. Toen dat wel ontwikkeld was, was het interessant de kies alleen op morfologie maar ook op DNA te onderzoeken. Een extractie bleek mogelijk. Op grond van het aangetroffen mtDNA is de kies in maart 2010 toegewezen aan de denisovamens. Het betreft een ander individu dan dat van een in de grot aangetroffen vingerkootje. Hun laatste gemeenschappelijke voorouder leefde met 95% zekerheid minder dan zestienduizend jaar eerder wat het waarschijnljk maakt dat beiden tot dezelfde populatie behoorden. De morfologie van de kies werd in 2010 als bewijs gezien aan dat de denisovamens genetisch gezien op grote afstand staat van andere populaties van het geslacht Homo. De denisovamens zou zich eerder hebben afgesplitst dan het tijdstip waarop typische neanderthalertanden opduiken, meer dan driehonderdduizend jaar geleden.
De denisovafossielen werden uiteindelijk genummerd op chronologische vondstrangorde. Deze kies werd daardoor specimen Denisova 4.

### Vingerkootje
In juni 2008 werd een vingerkootje van een adolescent, een meisje, opgegraven in de Denisovagrot in het Altaj-gebergte in zuidelijk Siberië. De opgraving werd verricht door een team onder leiding van de archeologen Michail Sjoenkov en Anatoli Derevjanko van de Russische Academie van Wetenschappen in Novosibirsk. Door analyse van mitochondriaal DNA (mtDNA), dat uit het botje was geëxtraheerd, kon worden vastgesteld dat het fossiel tot een tot nu toe onbekend type van hominiden behoorde. Het mtDNA bestaat uit genetisch materiaal dat de anatomisch moderne mens en de neanderthaler delen met een gemeenschappelijke voorvader die ongeveer een miljoen jaar geleden leefde. Dit wijst erop dat deze soort uit een andere uit Afrika komende migratiegolf van hominiden geëvolueerd is dan de voorvaders van neanderthalers en anatomisch moderne mensen. Hetzelfde geldt voor de verwantschap met Homo erectus, die nog eerder uit Afrika kwam.

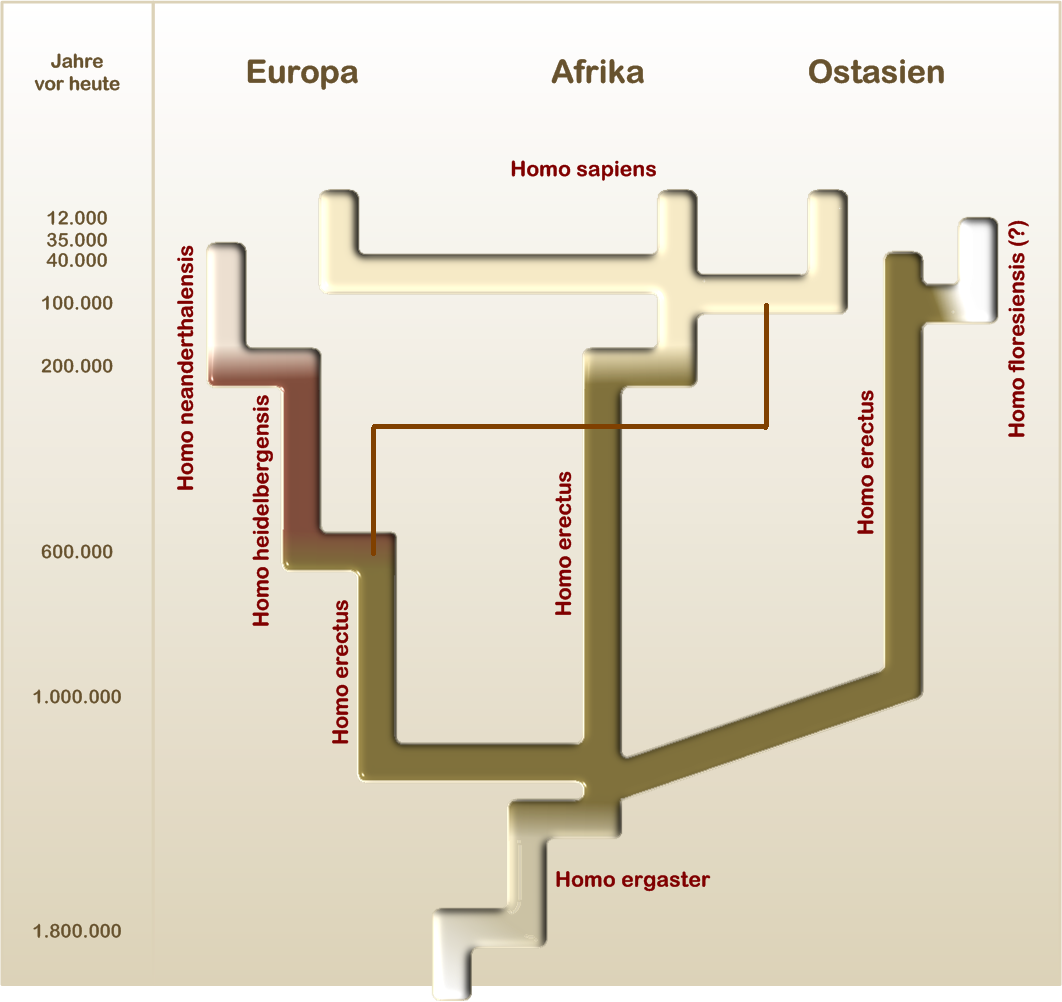
De menselijke stamboom en Homo denisova: De dunne bruine lijn geeft de plaats aan waar H. denisova zich van H. erectus afsplitste.

Een exacte tijdsbepaling van de laag waarin het vingerkootje is aangetroffen was niet mogelijk. De specifieke ligging van het bot in de grot geeft aan dat de denisovamens in tijd en ruimte dicht bij de moderne mens en de neanderthaler leefde: 48.000-29.000 BP.

### Teenbotje
In 2011 is er wederom een fossiel overblijfsel van een denisovamens opgegraven, namelijk een bot van een teen. Evenals het vingerkootje werd het in dezelfde laag door Maria Mednikova gevonden. Volgens DNA-onderzoek behoort dit bot tot een ander individu, dat circa 40.000 jaar geleden in de grot geleefd heeft.

### Stuk kaak

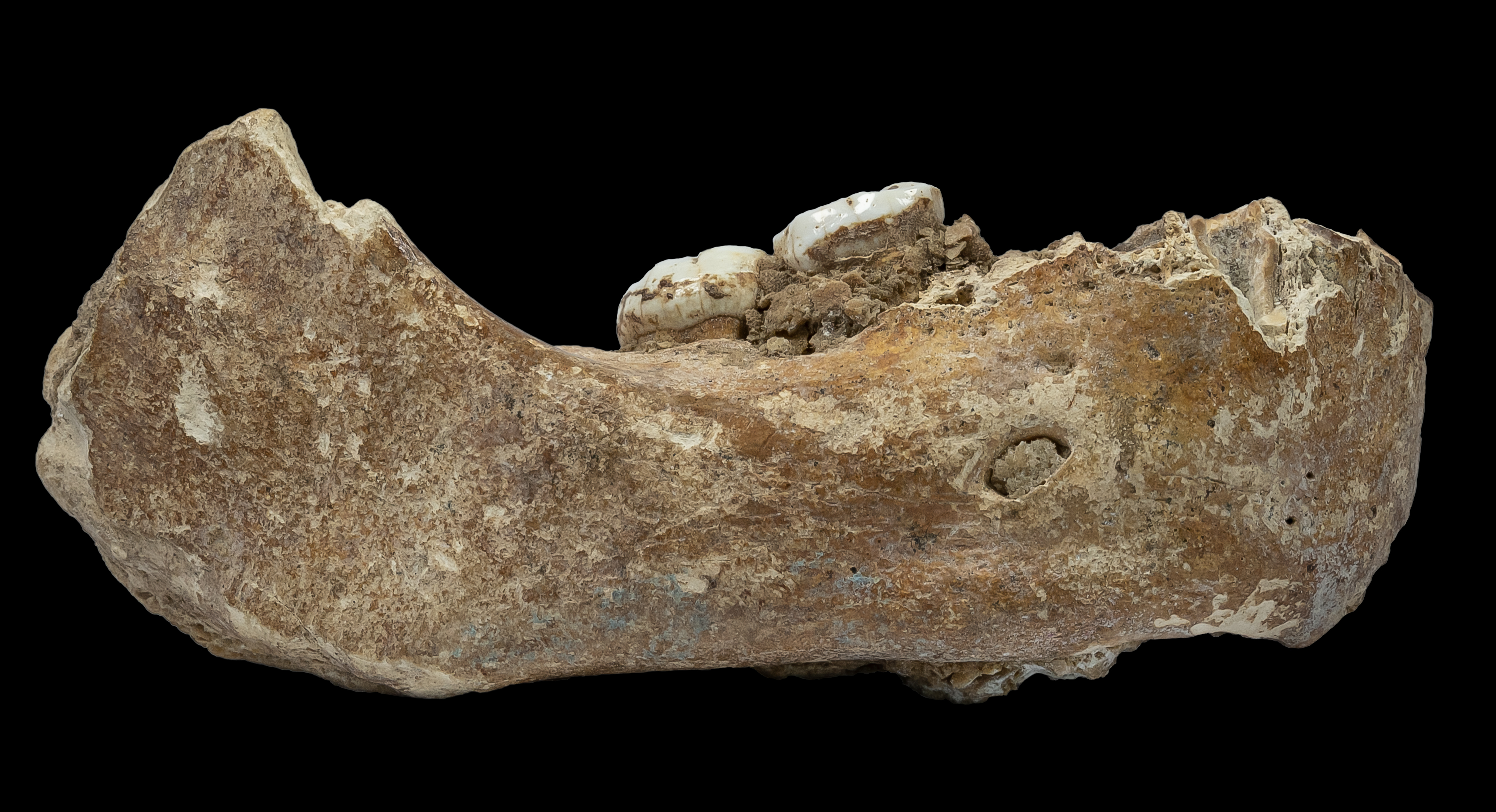
kaak van Xiahe

In een kalksteengrot in het Xiahe-arrondissement van China is een stuk kaakbeen gevonden dat ten minste 160.000 jaar oud is. Deze grot is gelegen op een hoogte van 3.200 meter aan de randen van de Tibetaanse hoogvlakte. Daar het niet is gelukt om DNA te extraheren, hebben geleerden aan de hand van nieuwe proteïneonderzoektechnieken kunnen bepalen dat het kaakbeen van een Denisovamens afkomstig is. Deze denisovamens-vondst is de eerste buiten de Denisovagrot en is gelegen op grote hoogte. De denisovamens kon zich goed aanpassen aan het leven op grote hoogte en heeft waarschijnlijk de 'hoogte-genen' doorgegeven aan de moderne mens in Tibet, die relatief veel denisovanen-genen bezit. Uit onderzoek van de sedimenten in de grot blijkt dat deze langdurig bezet is geweest door mensen. Bij twee gedateerde lagen van 100.000 jaar geleden en 60.000 jaar geleden zijn diverse menselijke DNA-sporen gevonden. Met behulp van geavanceerde paleogenetische technologie hebben de onderzoekers met succes het denisova-mtDNA geëxtraheerd en uit laat-pleistocene sedimentmonsters verzameld tijdens de opgraving van BKC. Hun resultaten laten zien dat deze groep nauw verwant was aan de denisovanen van de Denisovagrot, wat aangeeft dat denisovanen het Tibetaanse plateau vrij lang bezet hebben gehouden en zich waarschijnlijk hadden aangepast aan de omgeving op grote hoogte. Er zijn mogelijk DNA-resten van 45.000 jaar geleden, maar dat is onzeker omdat de bovenste sedimentlagen van de grot verstoord zijn, waardoor datering onzeker is.

## Reconstructie van het genoom
Op basis van het DNA dat uit het vingerkootje geëxtraheerd werd, is in december 2010 het ontwerp van het Denisova-genoom uitgebracht. Mede aan de hand van het DNA dat aangetroffen was in de fossiele botten van een teen is in januari 2012 het volledige genoom van H. Denisova door het Max Planck Institute for Evolutionary Anthropology onder leiding van prof. dr. Svante Pääbo gereconstrueerd. De resultaten hiervan zijn vrijgegeven en kunnen worden gedownload. Deze data - circa 160 GB groot - kunnen andere wetenschappers voor hun onderzoek gebruiken.
Op grond van het DNA dat aangetroffen was in het vingerkootje van het meisje hebben de wetenschappers van het Max Planck-instituut het gehele genoom in kaart gebracht en vervolgens vergeleken met het genoom van neanderthalers en elf moderne mensen wereldwijd.
Hieruit blijkt, dat de genetische variatie in de denisovamensen niet groot was. Dat wijst erop dat de populatie van deze mensensoort vrij klein was.
DNA-verschillen duiden op een scheiding van de twee populaties zo'n 640.000 jaar geleden. Deze gemeenschappelijke voorouder van neanderthalers en denisovamensen zou zich zo'n 800.000 jaar geleden van de voorouders van de moderne mens afgescheiden hebben. Dit wijst op Homo heidelbergensis als gemeenschappelijke voorouder van denisova, neanderthaler en moderne mens. De denisovamensen hebben zich later in Oost-Azië met voorlopers van de anatomisch moderne mens vermengd.
Het denisova-genoom geeft ook duidelijkheid over de evolutie van de anatomisch moderne mens. Zo blijken er sinds de moderne mens zich van de denisovamens afscheidde zo’n 100.000 mutaties in het genoom van de moderne mens te zijn opgetreden. Sommige veranderingen beïnvloeden bijvoorbeeld de ontwikkeling van het brein of het zenuwstelsel van de moderne mens. Andere minder ingrijpende veranderingen beperken zich bijvoorbeeld tot de vorm van de tand.
Met DNA-methylatie studies waarbij onderzocht wordt welke genen actief waren en tot uitdrukking kwamen, kunnen onderzoekers proberen te achterhalen welke fysieke kenmerken de denisovamensen hadden. Hierbij werden vergelijkbare onderzoeken gedaan bij de moderne mens, neanderthalers en andere mensvoorouders waarbij de fysieke kenmerken wel bekend zijn. Deze reconstructies zijn ongeveer 85% betrouwbaar. Er zijn 56 anatomische kenmerken die niet voorkomen bij de moderne mens of de neanderthalers. 34 kenmerken hiervan hebben betrekking op de schedel.

## Vermenging met de neanderthaler en de moderne mens
In Nature van 23 december 2010 zijn de resultaten van de DNA-analyse van het denisovameisje gepubliceerd. De onderzoekers menen uit de resultaten te kunnen afleiden, dat de denisovamens zich circa 200.000 jaar geleden heeft afgesplitst van de voorouders van de moderne mens en de neanderthaler, en zich verspreidde over Zuidoost-Azië. Waarschijnlijk kwam het ca. 30.000 jaar geleden in Zuidoost-Azië tot een vermenging van beide soorten.
De onderzoekers vergeleken zijn genoom met dat van de moderne mens en de neanderthaler. Enkele DNA-kenmerken van de denisovamens komen voor bij de inwoners van Papoea-Nieuw-Guinea en bij de Australische Aboriginalbevolking, maar niet bij Europeanen of Afrikanen en slechts zeer gering bij Chinezen. De bijdrage van de denisovamens aan het DNA-materiaal van de inwoners van Melanesië en van de Australische Aborigines bedraagt circa 4% tot 6%. De Aeta in de  Filipijnen bezitten het grootste aandeel van denisova-DNA van alle onderzochte moderne mensengroepen, 30-40% meer dan de Melanesiërs en Australische Aborigines. Bewoners van Zuidoost-Azië hebben circa 1% van hun genetisch materiaal aan de denisovamens te danken.
Niet alleen in Melanesië, maar ook in Micronesië en Polynesië (dus in Oceanië), zijn sporen van de denisovamens in de bevolking aangetroffen, alsmede in de Amerika's. Er is een overeenkomst gevonden met bepaalde geïsoleerde stammen in Brazilië, zoals de Tupí sprekende Suruí en Karitiana en Ge sprekende Xavante van de Amazone.
Bij de Andamanezen is daarentegen geen denisova-DNA gevonden, hetgeen de aanwezigheid van de denisovamens in Zuid-Azië minder waarschijnlijk maakt. 
Denisovamensen hebben ook seksuele contacten gehad met neanderthalers. Uit een DNA-analyse van mensenbeen van zo'n 90.000 jaar geleden, bleek dat een vrouw een neanderthaler als moeder had en een denisovaman als vader.

### Bescherming tegen 'lokale' ziekten
De uitwisseling van genen heeft voor de moderne mens een groot voordeel gehad: bescherming tegen ziekten, die in gebieden buiten Afrika voorkwamen.
Onderzoeker Peter Parham van de Stanford University in Californië bestudeerde HLA-200 genen die van belang zijn voor het immuunsysteem van de mens. Deze genen zijn er in verschillende varianten (allelen) en stellen ons in staat om adequaat op tal van ziektes te reageren. Parham vergeleek de genen van mensen uit verschillende delen van de wereld met die van de neanderthaler en denisovamens.
Hij ontdekte dat één allel zowel bij de Europeanen als Aziaten voorkomt, maar ontbreekt bij de Afrikanen. Ook de neanderthaler bleek in bezit te zijn van dit ene allel. Voor een andere allel gold dat de moderne mens het van de denisovamens had ‘gekregen’. Het bewijst dat de moderne mens nuttige genen aan de geslachtsgemeenschap met andere mensachtigen overhield.
Uit deze studie blijkt dat ongeveer de helft van alle HLA-allelen van de Europeanen afkomstig is van andere mensachtigen. Onder Chinezen gaat het om 72 procent van de allelen en in Papoea Nieuw-Guinea zelfs om meer dan negentig procent. Deze nuttige genen zorgden voor een natuurlijke weerstand, dus bescherming tegen lokale ziekten, die niet in Afrika voorkwamen. Ook hebben de Tibetanen een eigenschap van de denisovamens geërfd die hen beter aangepast maakt aan het leven op grote hoogte.

## Levenswijze

### Habitat en klimaat
Gegevens over het klimaat zijn verkregen door onderzoek van de aangetroffen pollen (palynologie) en dierlijke botten. Deze suggereren dat de oudste nederzettingen van mensachtigen zich bevonden in een gebied dat gedomineerd werd door berken- en dennenbossen, met enkele hoger gelegen grote boomloze gebieden, kenmerkend voor een koel, maar niet koud klimaat. In de volgende periodes schommelde de temperatuur aanzienlijk. De vondsten dateren uit een periode vlak voor het Laatste Glaciale Maximum (circa 30.000 jaar geleden) waarin de temperaturen tijdens het Weichselien op zijn laagst waren en het leefgebied in een steppe veranderde.

## Thuisland
Mogelijk is de Denisovagrot niet het centrum van de cultuur van de denisovamensen en het kan zelfs een buitenpost zijn geweest. Wetenschappers, waaronder Alan Cooper van de Universiteit van Adelaide en Chris Stringer van het Londense Natural History Museum, veronderstellen dat het thuisland niet in Siberië of zelfs Azië lag, maar ten oosten van Wallacea, dat Azië van Australië scheidt.

## Mogelijk verwante vondsten
Een relatie met middenpaleolithische vondsten uit China zoals de Dalimens en de Jinniushanmens is voorgesteld.
In Zuidwest-China heeft tot ca. 11.000 jaar geleden een groep mensen geleefd in een klein gebied rondom de grot van Maludong. Deze Red Deer Cave-mensen konden volgens Christ Stinger van het Britse Natural History Museum in Londen naast de archaïsche Homo sapiens ook de denisovamens tot hun voorouders rekenen.

### Homo longi
De Xiahe-onderkaak is in verband gebracht met de Denisovamens, maar is tevens morfologisch verbonden met Homo longi. Dit doet vermoeden dat H. longi en de Denisovamens dezelfde of in ieder geval nauw verwante mensensoorten waren. De identiteit werd in 2025 bevestigd toen twee groepen studies publiceerden over resp. het mitochondriaal DNA en het botproteoom van de Harbinschedel.